# 슬로베니아 국민의회
슬로베니아 국민의회(슬로베니아어: Državni zbor Republike Slovenije)는 슬로베니아 의회를 구성하는 의원으로 하원에 해당한다.
1. ↑  이탈리아와 헝가리계 각 1석